# Palinustus unicornutus
Palinustus unicornutus is een tienpotigensoort uit de familie van de Palinuridae. De wetenschappelijke naam van de soort is voor het eerst geldig gepubliceerd in 1979 door Berry.